# Anthogorgiidae
Die Anthogorgiidae sind eine Familie der Achtstrahligen Korallen (Octocorallia), die in flachen bis mäßig tiefen Regionen des tropischen Indopazifiks und in seinen Nebenmeeren vorkommt.

## Merkmale
Die Arten der Familie Anthogorgiidae bilden Tierkolonien, die aus vielen Einzelpolypen bestehen. Die Kolonien sind aufrecht stehende, stark verzweigte flache Fächer. Sie werden von einem proteinhaltigen, hohlgekammerten Achsenskelett gestützt. Das Coenenchym ist relativ dick. Die gleichmäßig über die Astoberflächen verteilten Polypen sind monomorph, können sich nicht in das Coenenchym zurückziehen. Sie sind hoch und zylindrisch oder kurz und kuppelförmig. Sie können durch zahlreiche Skleriten gepanzert sein. Die Sklerite im Coenenchym und in den Polypen haben die Form stumpfer Spindeln und sind mit großen Tuberkeln besetzt, in den Tentakeln sind die Sklerite kleine, gebogene Stäbchen. Die Sklerite können bunt gefärbt sein. Alle Arten der Familie Anthogorgiidae leben ohne Zooxanthellen, sind also auf planktonische Nahrung angewiesen. Die Arten der Familie Anthogorgiidae haben große Ähnlichkeit mit denen der Familie Astrogorgiidae. Diese können sich jedoch in das Coenenchym zurückziehen.

## Gattungen
Zur Familie Anthogorgia gehören 2 Gattungen, die sich sehr ähnlich sind:
- Anthogorgia Verrill, 1868
- Muricella Verrill, 1869